# Atletismo nos Jogos Paralímpicos de Verão de 2012 - 100 m feminino
As competições dos 100 metros feminino do atletismo nos Jogos Paralímpicos de Verão de 2012 foram disputadas entre os dias 31 de agosto e 8 de setembro no Estádio Olímpico de Londres, na capital britânica. Participaram desse evento atletas que foram divididas em 14 classes diferentes de deficiência.

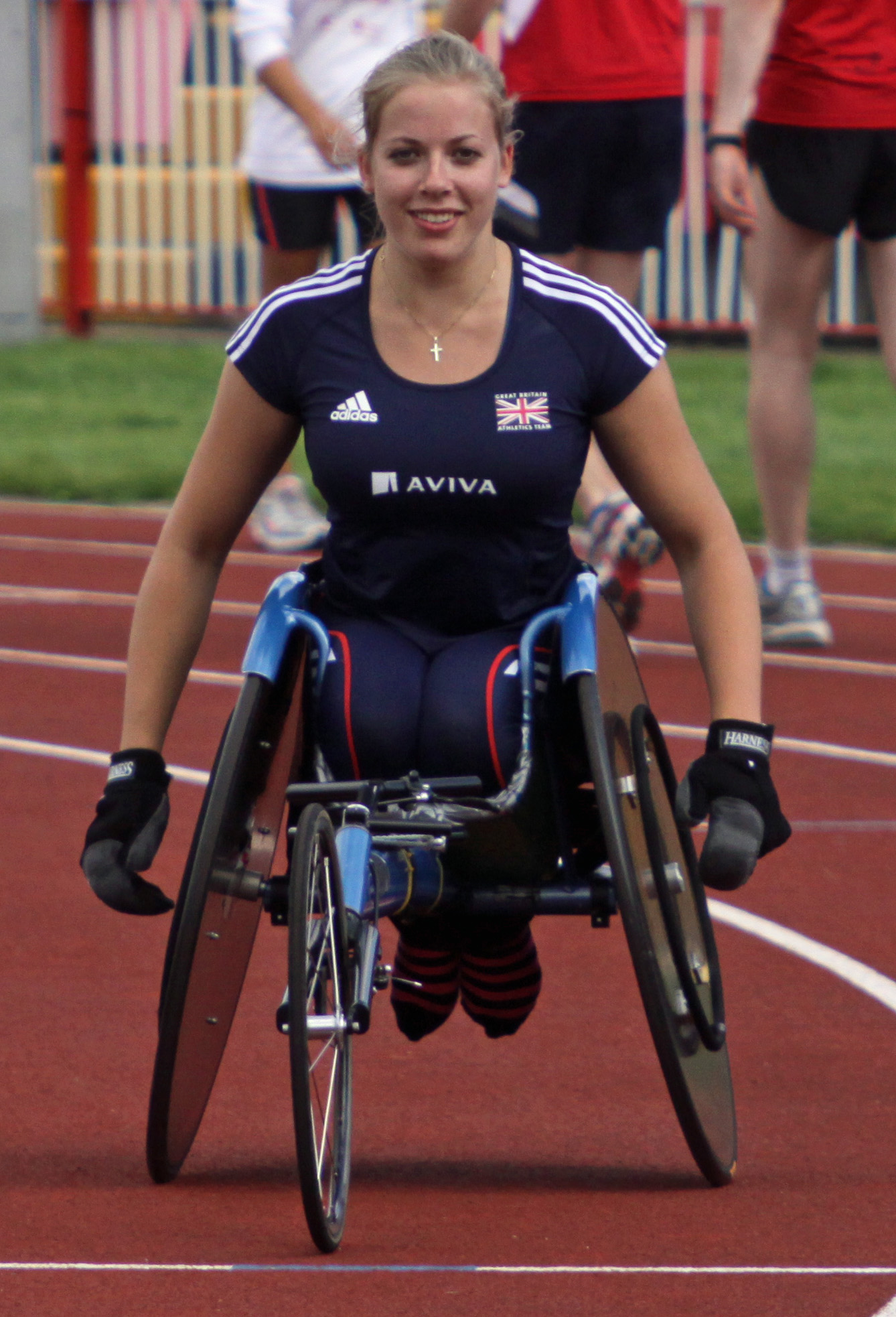
Hannah Cockroft, da Grã-Bretanha, conquistou a medalha de ouro nos 100 m classe T34.

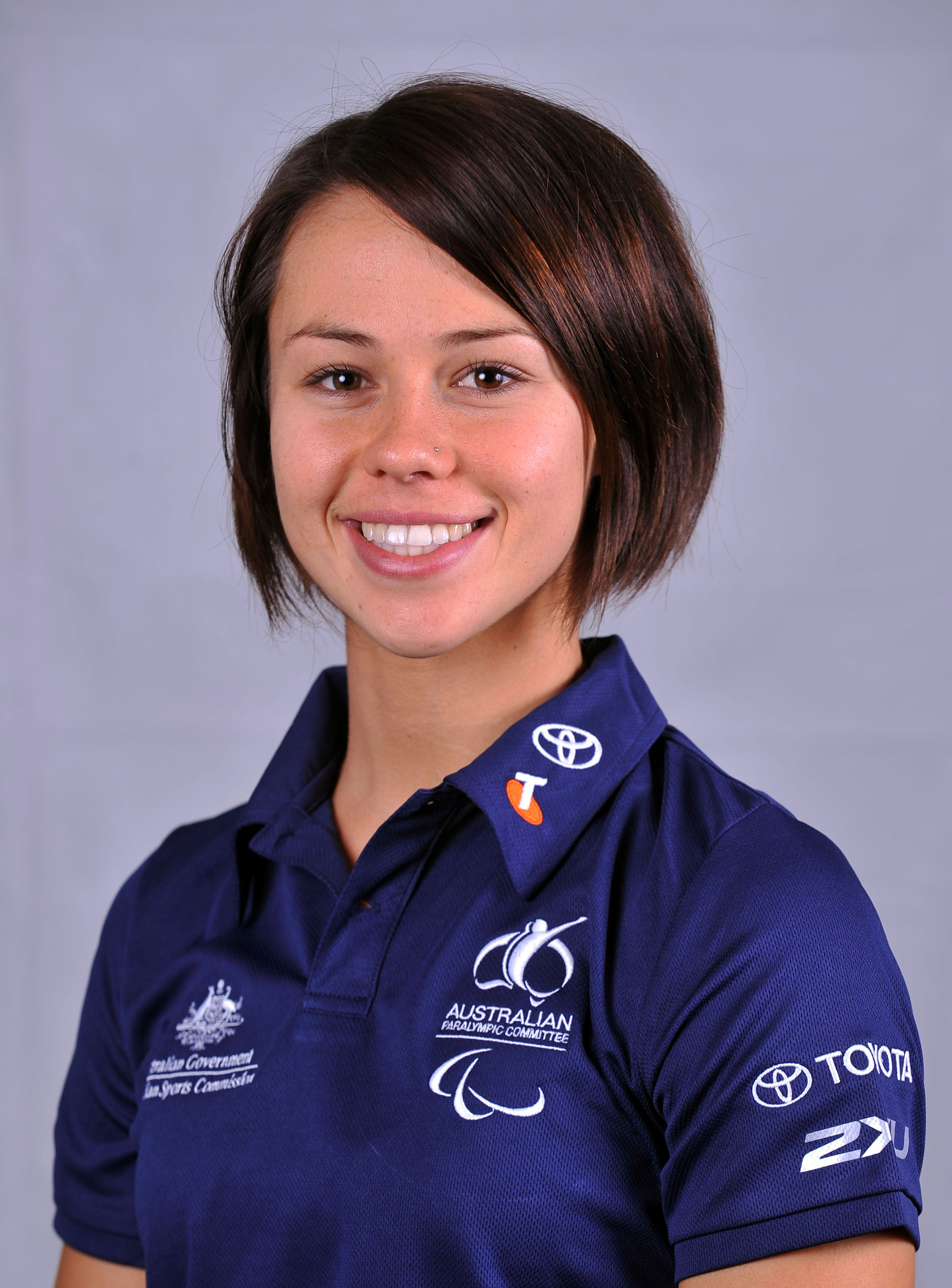
A australiana Kelly Cartwright conquistou a medalha de prata nos 100 m classe T42.

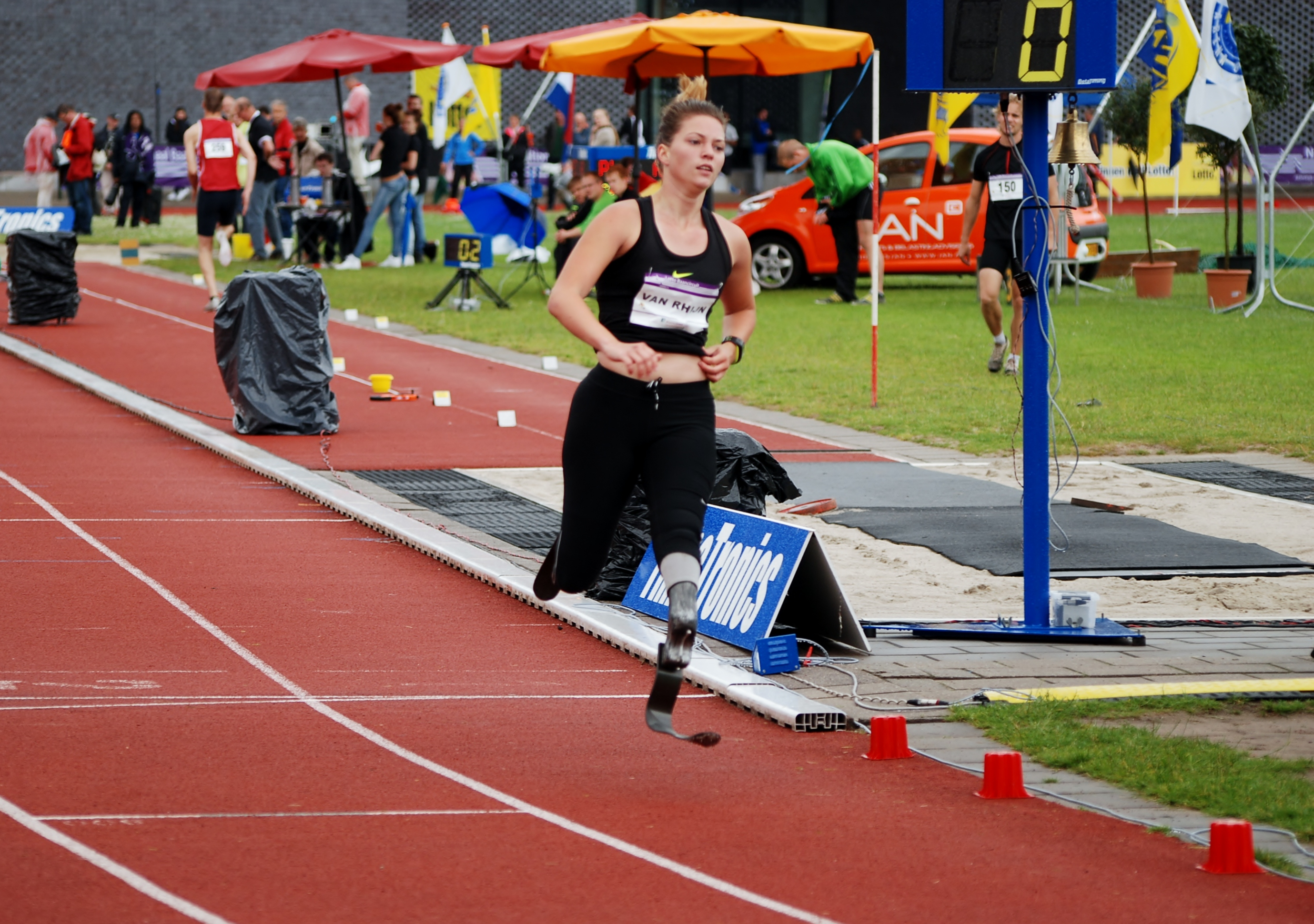
Marlou van Rhijn, representando os Países Baixos, conquistou a medalha de prata nos 100 m classe T44.

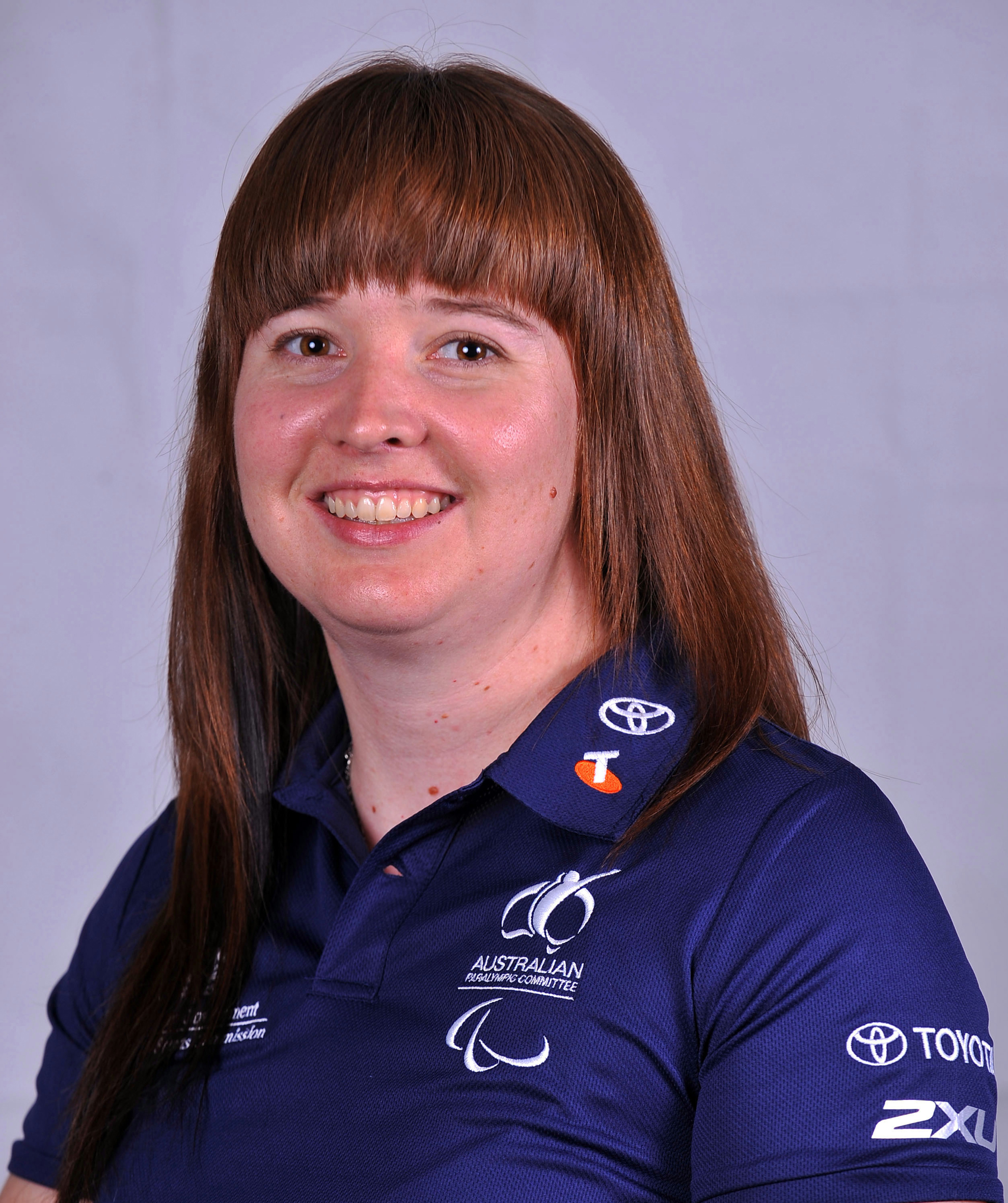
A australiana Angela Ballard conquistou a medalha de bronze nos 100 m classe T53.

## Medalhistas

### Classe T11
| Ouro   | BRA Terezinha Guilhermina / Guilherme Soares de Santana (guia)  |
| Prata  | BRA Jerusa Geber Santos / Luiz Henrique Barboza da Silva (guia) |
| Bronze | BRA Jhulia Santos / Fábio Dias de Oliveira Silva (guia)         |

### Classe T12
| Ouro   | CHN Zhou Guohua / Li Jie (guia)         |
| Prata  | GBR Libby Clegg / Mikail Huggins (guia) |
| Bronze | UKR Oxana Boturchuk                     |

### Classe T13
| Ouro   | CUB Omara Durand   |
| Prata  | RSA Ilse Hayes     |
| Bronze | FRA Nantenin Keita |

### Classe T34
| Ouro   | GBR Hannah Cockroft |
| Prata  | NED Amy Siemons     |
| Bronze | AUS Rosemary Little |

### Classe T35
| Ouro   | CHN Liu Ping           |
| Prata  | ITA Oxana Corso        |
| Bronze | CAN Virginia McLachlan |

### Classe T36
| Ouro   | RUS Elena Ivanova       |
| Prata  | KOR Jeon Min Jae        |
| Bronze | GER Claudia Nicoleitzik |

### Classe T37
| Ouro   | FRA Francois-Elie Mandy |
| Prata  | NAM Johanna Benson      |
| Bronze | TUN Neda Bahi           |

### Classe T38
| Ouro   | RUS Margarita Goncharova |
| Prata  | CHN Chen Junfei          |
| Bronze | UKR Inna Stryzhak        |

### Classe T42
| Ouro   | ITA Martina Caironi  |
| Prata  | AUS Kelly Cartwright |
| Bronze | GER Jana Schmidt     |

### Classe T44
| Ouro   | FRA Marie-Amelie le Fur |
| Prata  | NED Marlou van Rhijn    |
| Bronze | USA April Holmes        |

### Classe T46
| Ouro   | CUB Yunidis Castillo |
| Prata  | RUS Nikol Rodomakina |
| Bronze | CHN Wang Yanping     |

### Classe T52
| Ouro   | BEL Marieke Vervoort  |
| Prata  | CAN Michelle Stilwell |
| Bronze | USA Kerry Morgan      |

### Classe T53
| Ouro   | CHN Huang Lisha    |
| Prata  | CHN Zhou Hongzhuan |
| Bronze | AUS Angela Ballard |

### Classe T54
| Ouro   | CHN Liu Wenjun       |
| Prata  | CHN Dong Hongjiao    |
| Bronze | USA Tatyana McFadden |

## T11

### Eliminatórias

#### Eliminatória 1
| Pos. | Atleta                                                       | País       | Tempo           | Notas |
| ---- | ------------------------------------------------------------ | ---------- | --------------- | ----- |
| 1    | Jerusa Geber Santos Guia: Luiz Henrique Barboza da Silva     | BRA Brasil | 12.68           | Q     |
| 2    | Jia Juntingxian Guia: Xu Donglin                             | CHN China  | 12.87           | q     |
| 3    | Yuki Temma Guia: Katsuyuki Kondo                             | JPN Japão  | 13.57           | =     |
| 4    | Gabriela González Santa Cruz Guia: Gabriel Mezquitan Galicia | MEX México | 14.53           |       |
|      |                                                              |            | Vento: -0.1 m/s |       |

#### Eliminatória 2
| Pos. | Atleta                                                  | País             | Tempo           | Notas                |
| ---- | ------------------------------------------------------- | ---------------- | --------------- | -------------------- |
| 1    | Terezinha Guilhermina Guia: Guilherme Soares de Santana | BRA Brasil       | 12.23           | Q                    |
| 2    | Esperança Gicaso Guia: Márcio José Fonseca Neto         | ANG Angola       | 12.98           | Recorde africano     |
| 3    | Tracey Hinton Guia: Steffan Hughes                      | GBR Grã-Bretanha | 13.43           | Recorde da temporada |
| 4    | Vanessa Benavidez Hernández Guia: Gema Alvarado Estrada | NCA Nicarágua    | 16.07           | Recorde da temporada |
|      |                                                         |                  | Vento: +0.2 m/s |                      |

#### Eliminatória 3
| Pos. | Atleta                                                           | País       | Tempo           | Notas           |
| ---- | ---------------------------------------------------------------- | ---------- | --------------- | --------------- |
| 1    | Jhulia Santos Guia: Fábio Dias de Oliveira Silva                 | BRA Brasil | 12.88           | Q               |
| 2    | Tania Lorena Jimenez Manzanarez Guia: Joe Ericker Campos Collazo | MEX México | 13.38           | Recorde pessoal |
| 3    | Maria Gomes Da Silva Guia: Albano Pedro Zongo                    | ANG Angola | 13.57           | Recorde pessoal |
| 4    | Shiho Watanabe Guia: Koki Shimoinaba                             | JPN Japão  | 14.17           | Recorde pessoal |
|      |                                                                  |            | Vento: +0.3 m/s |                 |

### Final
| Pos.              | Atleta                                                   | País       | Tempo           | Notas           |
| ----------------- | -------------------------------------------------------- | ---------- | --------------- | --------------- |
| Medalha de ouro   | Terezinha Guilhermina Guia: Guilherme Soares de Santana  | BRA Brasil | 12.01           | Recorde mundial |
| Medalha de prata  | Jerusa Geber Santos Guia: Luiz Henrique Barboza da Silva | BRA Brasil | 12.75           |                 |
| Medalha de bronze | Jhulia Santos Guia: Fábio Dias de Oliveira Silva         | BRA Brasil | 12.76           | Recorde pessoal |
| 4                 | Jia Juntingxian Guia: Xu Donglin                         | CHN China  | 12.79           | Recorde pessoal |
|                   |                                                          |            | Vento: +1.2 m/s |                 |

## T12

### Eliminatórias

#### Eliminatória 1
| Pos. | Atleta                                                | País             | Tempo           | Notas                |
| ---- | ----------------------------------------------------- | ---------------- | --------------- | -------------------- |
| 1    | Alice de Oliveira Correa Guia: Diogo Cardoso da Silva | BRA Brasil       | 12.81           | Q                    |
| 2    | Anna Kaniuk                                           | BLR Bielorrússia | 12.97           | q                    |
| 3    | Hanah Ngendo Mwangi                                   | KEN Quênia       | 13.58           | Recorde pessoal      |
| 4    | Maria Elisa Muchavo                                   | MOZ Moçambique   | 13.97           | Recorde da temporada |
|      |                                                       |                  | Vento: +1.7 m/s |                      |

#### Eliminatória 2
| Pos. | Atleta                           | País           | Tempo           | Notas                |
| ---- | -------------------------------- | -------------- | --------------- | -------------------- |
| 1    | Oxana Boturchuk                  | UKR Ucrânia    | 12.24           | Q                    |
| 2    | Hanka Kolnikova Guia: Jan Surgac | SVK Eslováquia | 12.64           | q                    |
| 3    | Eva Ngui                         | ESP Espanha    | 13.32           |                      |
| 4    | Liu Miaomiao                     | CHN China      | 13.51           | Recorde da temporada |
|      |                                  |                | Vento: +0.6 m/s |                      |

#### Eliminatória 3
| Pos. | Atleta                           | País             | Tempo           | Notas           |
| ---- | -------------------------------- | ---------------- | --------------- | --------------- |
| 1    | Libby Clegg Guia: Mikail Huggins | GBR Grã-Bretanha | 12.17           | Q               |
| 2    | Volha Zinkevich                  | BLR Bielorrússia | 12.78           | q               |
| 3    | Sara Martinez                    | ESP Espanha      | 13.27           | Recorde pessoal |
|      |                                  |                  | Vento: +1.5 m/s |                 |

#### Eliminatória 4
| Pos. | Atleta                                   | País            | Tempo           | Notas |
| ---- | ---------------------------------------- | --------------- | --------------- | ----- |
| 1    | Zhu Daqing Guia: Zhang Hui               | CHN China       | 12.13           | Q     |
| 2    | Assia El Hannouni Guia: Gautier Simounet | FRA França      | 12.52           | q     |
| 3    | Miyassar Ibragimova                      | UZB Uzbequistão | 12.80           | q     |
|      |                                          |                 | Vento: +0.3 m/s |       |

#### Eliminatória 5
| Pos. | Atleta                                         | País       | Tempo           | Notas |
| ---- | ---------------------------------------------- | ---------- | --------------- | ----- |
| 1    | Zhou Guohua Guia: Li Jie                       | CHN China  | 11.91           | Q     |
| 2    | Daineris Mijan                                 | CUB Cuba   | 12.79           | q     |
| 3    | Elisabetta Stefanini Guia: Massimo di Marcello | ITA Itália | 13.20           | q     |
|      |                                                |            | Vento: +0.6 m/s |       |

### Semifinais

#### Semifinal 1
| Pos. | Atleta                                         | País           | Tempo           | Notas           |
| ---- | ---------------------------------------------- | -------------- | --------------- | --------------- |
| 1    | Zhou Guohua Guia: Li Jie                       | CHN China      | 12.11           | Q               |
| 2    | Assia El Hannouni Guia: Gautier Simounet       | FRA França     | 12.34           | Recorde pessoal |
| 3    | Hanka Kolnikova Guia: Jan Surgac               | SVK Eslováquia | 12.77           |                 |
| 4    | Elisabetta Stefanini Guia: Massimo di Marcello | ITA Itália     | 13.36           |                 |
|      |                                                |                | Vento: +0.5 m/s |                 |

#### Semifinal 2
| Pos. | Atleta                                                | País             | Tempo           | Notas |
| ---- | ----------------------------------------------------- | ---------------- | --------------- | ----- |
| 1    | Zhu Daqing Guia: Zhang Hui                            | CHN China        | 12.52           | Q     |
| 2    | Volha Zinkevich                                       | BLR Bielorrússia | 12.85           |       |
| 3    | Miyassar Ibragimova                                   | UZB Uzbequistão  | 12.87           |       |
| 4    | Alice de Oliveira Correa Guia: Diogo Cardoso da Silva | BRA Brasil       | 13.02           |       |
|      |                                                       |                  | Vento: -0.4 m/s |       |

#### Semifinal 3
| Pos. | Atleta                           | País             | Tempo           | Notas |
| ---- | -------------------------------- | ---------------- | --------------- | ----- |
| 1    | Libby Clegg Guia: Mikail Huggins | GBR Grã-Bretanha | 12.23           | Q     |
| 2    | Oxana Boturchuk                  | UKR Ucrânia      | 12.34           | q     |
| 3    | Daineris Mijan                   | CUB Cuba         | 12.91           |       |
| 4    | Anna Kaniuk                      | BLR Bielorrússia | 13.22           |       |
|      |                                  |                  | Vento: -0.4 m/s |       |

### Final
| Pos.              | Atleta                           | País             | Tempo           | Notas           |
| ----------------- | -------------------------------- | ---------------- | --------------- | --------------- |
| Medalha de ouro   | Zhou Guohua Guia: Li Jie         | CHN China        | 12.05           |                 |
| Medalha de prata  | Libby Clegg Guia: Mikail Huggins | GBR Grã-Bretanha | 12.13           | Recorde europeu |
| Medalha de bronze | Oxana Boturchuk                  | UKR Ucrânia      | 12.18           | Recorde pessoal |
| 4                 | Zhu Daqing Guia: Zhang Hui       | CHN China        | 12.20           |                 |
|                   |                                  |                  | Vento: +0.3 m/s |                 |

## T13

### Eliminatórias

#### Eliminatória 1
| Pos. | Atleta                 | Tempo           | Notas                |
| ---- | ---------------------- | --------------- | -------------------- |
| 1    | UKR Olena Gliebova     | 12.63           | Q                    |
| 2    | GRE Alexandra Dimoglou | 12.76           | Q                    |
| 3    | RSA Johanna Pretorius  | 13.11           | Q                    |
| 4    | TUN Somaya Bousaid     | 13.41           | Recorde da temporada |
| 5    | ALG Lynda Hamri        | 13.60           | Recorde da temporada |
| 6    | LES Mary Letsoara      | 16.78           | Recorde da temporada |
| 7 !  | UGA Christine Akullo   | DNS             |                      |
| 8 !  | BRA Joana Helena Silva | DNS             |                      |
|      |                        | Vento: -1.5 m/s |                      |

#### Eliminatória 2
| Pos. | Atleta               | Tempo           | Notas           |
| ---- | -------------------- | --------------- | --------------- |
| 1    | CUB Omara Durand     | 12.10           | Q               |
| 2    | RSA Ilse Hayes       | 12.63           | Q               |
| 3    | FRA Nantenin Keita   | 12.71           | Q               |
| 4    | GRE Anthi Karagianni | 13.16           | q               |
| 5    | BRA Viviane Soares   | 13.22           | q               |
| 6    | TPE Liu Ya-ting      | 14.22           | Recorde pessoal |
| 7    | POL Anna Duzikowska  | 14.31           |                 |
|      |                      | Vento: -0.5 m/s |                 |

### Final
| Pos.              | Atleta                 | Tempo           | Notas               |
| ----------------- | ---------------------- | --------------- | ------------------- |
| Medalha de ouro   | CUB Omara Durand       | 12.00           | Recorde paralímpico |
| Medalha de prata  | RSA Ilse Hayes         | 12.41           |                     |
| Medalha de bronze | FRA Nantenin Keita     | 12.47           | Recorde europeu     |
| 4                 | GRE Alexandra Dimoglou | 12.53           | Recorde pessoal     |
| 5                 | UKR Olena Gliebova     | 12.64           |                     |
| 6                 | BRA Viviane Soares     | 13.02           | Recorde pessoal     |
| 7                 | GRE Anthi Karagianni   | 13.23           |                     |
| 8                 | RSA Johanna Pretorius  | 13.50           |                     |
|                   |                        | Vento: +0.5 m/s |                     |

## T34

### Eliminatórias

#### Eliminatória 1
| Pos. | Atleta               | Tempo           | Notas |
| ---- | -------------------- | --------------- | ----- |
| 1    | NED Amy Siemons      | 19.94           | Q     |
| 2    | CAN Rachael Burrows  | 22.02           | Q     |
| 3    | USA Kristen Messer   | 22.10           | Q     |
| 4    | JPN Haruka Kitaura   | 22.35           |       |
| 5    | GBR Melissa Nicholls | 22.41           |       |
| 6    | AUS Kristy Pond      | 24.58           |       |
|      |                      | Vento: -0.8 m/s |       |

#### Eliminatória 2
| Pos. | Atleta               | Tempo           | Notas |
| ---- | -------------------- | --------------- | ----- |
| 1    | GBR Hannah Cockroft  | 18.24           | Q     |
| 2    | TUN Yousra Ben Jemaa | 20.57           | Q     |
| 3    | AUS Rosemary Little  | 20.65           | Q     |
| 4    | NED Desiree Vranken  | 20.69           | q     |
| 5    | USA Carleigh Dewald  | 21.77           | q     |
|      |                      | Vento: +0.1 m/s |       |

### Final
| Pos.              | Atleta               | Tempo           | Notas               |
| ----------------- | -------------------- | --------------- | ------------------- |
| Medalha de ouro   | GBR Hannah Cockroft  | 18.06           | Recorde paralímpico |
| Medalha de prata  | NED Amy Siemons      | 19.49           |                     |
| Medalha de bronze | AUS Rosemary Little  | 19.95           | Recorde da Oceania  |
| 4                 | NED Desiree Vranken  | 20.37           |                     |
| 5                 | TUN Yousra Ben Jemaa | 20.52           | Recorde africano    |
| 6                 | USA Kristen Messer   | 21.59           | Recorde mundial     |
| 7                 | USA Carleigh Dewald  | 21.83           |                     |
| 8                 | CAN Rachael Burrows  | 22.59           |                     |
|                   |                      | Vento: -0.4 m/s |                     |

## T35
| Pos.              | Atleta                            | Tempo           | Notas                |
| ----------------- | --------------------------------- | --------------- | -------------------- |
| Medalha de ouro   | CHN Liu Ping                      | 15.44           | Recorde mundial      |
| Medalha de prata  | ITA Oxana Corso                   | 15.94           | Recorde europeu      |
| Medalha de bronze | CAN Virginia McLachlan            | 16.42           | Recorde da América   |
| 4                 | GBR Sophia Warner                 | 16.90           |                      |
| 5                 | AUS Rachael Dodds                 | 17.03           | Recorde pessoal      |
| 6                 | CZE Anna Luxova                   | 17.22           | Recorde pessoal      |
| 7                 | MEX Fatima Del Rocio Pérez Garcia | 17.51           | Recorde da temporada |
| 8                 | AUS Erinn Walters                 | 18.09           |                      |
|                   |                                   | Vento: -0.1 m/s |                      |

## T36

### Eliminatórias

#### Eliminatória 1
| Pos. | Atleta                   | Tempo           | Notas                |
| ---- | ------------------------ | --------------- | -------------------- |
| 1    | ARG Nadia Schaus         | 15.04           | Q                    |
| 2    | GER Claudia Nicoleitzik  | 15.19           | Q                    |
| 3    | RUS Aygyul Sakhibzadaeva | 15.32           | Q                    |
| 4    | GBR Hazel Robson         | 15.41           | q                    |
| 5    | HKG Yu Chun Lai          | 16.32           | Recorde da temporada |
| 6    | KAZ Ainur Baiduldayeva   | 16.70           |                      |
|      |                          | Vento: +1.3 m/s |                      |

#### Eliminatória 2
| Pos. | Atleta                               | Tempo        | Notas |
| ---- | ------------------------------------ | ------------ | ----- |
| 1    | RUS Elena Ivanova                    | 14.65        | Q     |
| 2    | KOR Jeon Min Jae                     | 14.81        | Q     |
| 3    | ARG Yanina Andrea Martínez           | 15.01        | Q     |
| 4    | JPN Yuki Kato                        | 16.01        | q     |
| 5    | COL Martha Liliana Hernández Florian | 16.39        |       |
|      |                                      | Vento: 0 m/s |       |

### Final
| Pos.              | Atleta                     | Tempo           | Notas                |
| ----------------- | -------------------------- | --------------- | -------------------- |
| Medalha de ouro   | RUS Elena Ivanova          | 14.44           | Recorde da temporada |
| Medalha de prata  | KOR Jeon Min Jae           | 14.70           | Recorde pessoal      |
| Medalha de bronze | GER Claudia Nicoleitzik    | 14.88           |                      |
| 4                 | ARG Yanina Andrea Martínez | 15.00           | Recorde da América   |
| 5                 | ARG Nadia Schaus           | 15.14           |                      |
| 6                 | RUS Aygyul Sakhibzadaeva   | 15.19           |                      |
| 7                 | GBR Hazel Robson           | 15.23           | Recorde da temporada |
| 8                 | JPN Yuki Kato              | 15.98           | Recorde da temporada |
|                   |                            | Vento: +0.7 m/s |                      |

## T37

### Eliminatórias

#### Eliminatória 1
| Pos. | Atleta                          | Tempo           | Notas                |
| ---- | ------------------------------- | --------------- | -------------------- |
| 1    | FRA François-Elie Mandy         | 14.30           | Q                    |
| 2    | UKR Oksana Krechunyak           | 14.40           | Q                    |
| 3    | TUN Neda Bahi                   | 14.53           | Q                    |
| 4    | GBR Katrina Hart                | 14.71           | q                    |
| 5    | GER Isabelle Foerder            | 14.82           |                      |
| 6    | RUS Svetlana Sergeeva           | 14.89           |                      |
| 7    | POL Marta Langner               | 15.00           | Recorde da temporada |
| 8    | ISL Matthildur Thorsteinsdottir | 15.89           | =                    |
|      |                                 | Vento: +1.0 m/s |                      |

#### Eliminatória 2
| Pos. | Atleta                      | Tempo           | Notas            |
| ---- | --------------------------- | --------------- | ---------------- |
| 1    | GER Maria Seifert           | 14.30           | Q                |
| 2    | GBR Jenny McLoughlin        | 14.48           | Q                |
| 3    | UKR Viktoriya Kravchenko    | 14.58           | Q                |
| 4    | NAM Johanna Benson          | 14.63           | q                |
| 5    | CHN Cao Yuanhang            | 14.76           | Recorde asiático |
| 6    | RUS Anastasiya Ovsyannikova | 14.90           |                  |
| 7    | IRL Heather Jameson         | 15.08           | Recorde pessoal  |
|      |                             | Vento: -0.3 m/s |                  |

### Final
| Pos.              | Atleta                   | Tempo           | Notas            |
| ----------------- | ------------------------ | --------------- | ---------------- |
| Medalha de ouro   | FRA François-Elie Mandy  | 14.08           | Recorde europeu  |
| Medalha de prata  | NAM Johanna Benson       | 14.23           | Recorde africano |
| Medalha de bronze | TUN Neda Bahi            | 14.36           | Recorde pessoal  |
| 4                 | GER Maria Seifert        | 14.37           |                  |
| 5                 | UKR Oksana Krechunyak    | 14.37           | Recorde pessoal  |
| 6                 | GBR Katrina Hart         | 14.41           |                  |
| 7                 | GBR Jenny McLoughlin     | 14.48           | =                |
| 8                 | UKR Viktoriya Kravchenko | 14.48           |                  |
|                   |                          | Vento: +0.7 m/s |                  |

## T38

### Eliminatórias

#### Eliminatória 1
| Pos. | Atleta                         | Tempo           | Notas |
| ---- | ------------------------------ | --------------- | ----- |
| 1    | CHN Chen Junfei                | 14.00           | Q     |
| 2    | RUS Margarita Goncharova       | 14.03           | Q     |
| 3    | TUN Sonia Mansour              | 14.40           | Q     |
| 4    | AUS Torita Isaac               | 14.67           | q     |
| 5    | MAS Norsyazwani Binti Abdullah | 15.34           |       |
|      |                                | Vento: +0.7 m/s |       |

#### Eliminatória 2
| Pos. | Atleta             | Tempo           | Notas |
| ---- | ------------------ | --------------- | ----- |
| 1    | UKR Inna Stryzhak  | 13.68           | Q     |
| 2    | CHN Xiong Dezhi    | 14.07           | Q     |
| 3    | GBR Olivia Breen   | 14.21           | Q     |
| 4    | BRA Jenifer Santos | 14.66           | q     |
| 5    | AUS Katie Parrish  | 14.75           |       |
| 6 !  | GER Tamira Slaby   | DQ              |       |
|      |                    | Vento: +0.8 m/s |       |

### Final
| Pos.              | Atleta                   | Tempo           | Notas                |
| ----------------- | ------------------------ | --------------- | -------------------- |
| Medalha de ouro   | RUS Margarita Goncharova | 13.45           | Recorde pessoal      |
| Medalha de prata  | CHN Chen Junfei          | 13.53           | Recorde asiático     |
| Medalha de bronze | UKR Inna Stryzhak        | 13.64           | Recorde da temporada |
| 4                 | CHN Xiong Dezhi          | 14.32           |                      |
| 5                 | GBR Olivia Breen         | 14.42           |                      |
| 6                 | TUN Sonia Mansour        | 14.45           |                      |
| 7                 | AUS Torita Isaac         | 14.50           | Recorde pessoal      |
| 8                 | BRA Jenifer Santos       | 14.87           |                      |
|                   |                          | Vento: -0.9 m/s |                      |

## T42
| Pos.              | Atleta                   | Tempo           | Notas                |
| ----------------- | ------------------------ | --------------- | -------------------- |
| Medalha de ouro   | ITA Martina Caironi      | 15.87           | Recorde mundial      |
| Medalha de prata  | AUS Kelly Cartwright     | 16.14           | Recorde da Oceania   |
| Medalha de bronze | GER Jana Schmidt         | 16.19           |                      |
| 4                 | GER Vanessa Low          | 16.78           |                      |
| 5                 | AUS Michelle Errichiello | 17.20           | Recorde da temporada |
| 6                 | USA Katy Sullivan        | 17.33           | Recorde pessoal      |
| 7                 | POL Ewa Zielinska        | 17.47           |                      |
| 8                 | NED Marije Smits         | 18.28           |                      |
| 9                 | FRA Orianne Lopez        | 18.80           | Recorde da temporada |
|                   |                          | Vento: -0.3 m/s |                      |

## T44

### Eliminatórias

#### Eliminatória 1
| Pos. | Atleta                  | Tempo           | Notas                |
| ---- | ----------------------- | --------------- | -------------------- |
| 1    | FRA Marie-Amelie le Fur | 13.40           | Q                    |
| 2    | GER Katrin Green        | 13.63           | Q                    |
| 3    | CHN Wang Juan           | 13.88           | Q                    |
| 4    | GBR Sophie Kamlish      | 14.11           | q                    |
| 5    | NED Suzan Verduijn      | 14.45           | Recorde da temporada |
| 6    | JPN Maya Nakanishi      | 14.47           |                      |
|      |                         | Vento: +0.1 m/s |                      |

#### Eliminatória 2
| Pos. | Atleta               | Tempo           | Notas                |
| ---- | -------------------- | --------------- | -------------------- |
| 1    | NED Marlou van Rhijn | 13.27           | Q                    |
| 2    | USA April Holmes     | 13.58           | Q                    |
| 3    | GBR Stef Reid        | 13.98           | Q                    |
| 4    | JPN Saki Takakuwa    | 14.06           | q                    |
| 5    | NED Iris Pruysen     | 14.87           | Recorde pessoal      |
| 6    | CAM Seng Hon Thin    | 17.35           | Recorde da temporada |
|      |                      | Vento: +0.3 m/s |                      |

### Final
| Pos.              | Atleta                  | Tempo           | Notas                |
| ----------------- | ----------------------- | --------------- | -------------------- |
| Medalha de ouro   | FRA Marie-Amelie le Fur | 13.26           |                      |
| Medalha de prata  | NED Marlou van Rhijn    | 13.32           |                      |
| Medalha de bronze | USA April Holmes        | 13.33           | Recorde da temporada |
| 4                 | GER Katrin Green        | 13.61           | Recorde da temporada |
| 5                 | GBR Sophie Kamlish      | 13.98           |                      |
| 6                 | CHN Wang Juan           | 14.11           |                      |
| 7                 | JPN Saki Takakuwa       | 14.22           |                      |
| 8                 | GBR Stef Reid           | 14.25           |                      |
|                   |                         | Vento: +0.4 m/s |                      |

## T46

### Eliminatórias

#### Eliminatória 1
| Pos. | Atleta                              | Tempo           | Notas           |
| ---- | ----------------------------------- | --------------- | --------------- |
| 1    | CUB Yunidis Castillo                | 11.95           | Q               |
| 2    | RUS Nikol Rodomakina                | 12.58           | Q               |
| 3    | GBR Sally Brown                     | 13.67           | Q               |
| 4    | GRE Styliani Smaragdi               | 13.94           | q               |
| 5    | SRI Amara Lallwala Palliyagurunnans | 13.96           | Recorde pessoal |
| 6    | NEP Maiya Bisunkhe                  | 16.48           | Recorde pessoal |
| 7 !  | CHN Ouyang Jingling                 | DNS             |                 |
|      |                                     | Vento: -0.2 m/s |                 |

#### Eliminatória 2
| Pos. | Atleta                 | Tempo           | Notas                |
| ---- | ---------------------- | --------------- | -------------------- |
| 1    | CHN Wang Yanping       | 12.82           | Q                    |
| 2    | POL Katarzyna Piekart  | 13.04           | Q                    |
| 3    | BRA Sheila Finder      | 13.13           | Q                    |
| 4    | AUS Carlee Beattie     | 13.16           | q                    |
| 5    | ETH Yengus Dese Azenaw | 14.41           | Recorde pessoal      |
| 6    | GBS Ussumane Cande     | 14.87           | Recorde da temporada |
|      |                        | Vento: +0.4 m/s |                      |

### Final
| Pos.              | Atleta                | Tempo           | Notas           |
| ----------------- | --------------------- | --------------- | --------------- |
| Medalha de ouro   | CUB Yunidis Castillo  | 12.01           |                 |
| Medalha de prata  | RUS Nikol Rodomakina  | 12.49           | Recorde europeu |
| Medalha de bronze | CHN Wang Yanping      | 12.89           |                 |
| 4                 | POL Katarzyna Piekart | 13.10           |                 |
| 5                 | BRA Sheila Finder     | 13.33           |                 |
| 6                 | GBR Sally Brown       | 13.74           |                 |
| 7                 | GRE Styliani Smaragdi | 14.01           |                 |
| 8 !               | AUS Carlee Beattie    | DNS             |                 |
|                   |                       | Vento: +0.2 m/s |                 |

## T52
| Pos.              | Atleta                | Tempo           | Notas                |
| ----------------- | --------------------- | --------------- | -------------------- |
| Medalha de ouro   | BEL Marieke Vervoort  | 19.69           | Recorde paralímpico  |
| Medalha de prata  | CAN Michelle Stilwell | 19.80           |                      |
| Medalha de bronze | USA Kerry Morgan      | 20.68           |                      |
| 4                 | USA Cassie Mitchell   | 20.86           | Recorde pessoal      |
| 5                 | USA Cheryl Leitner    | 21.64           | Recorde da temporada |
| 6                 | JPN Teruyo Tanaka     | 22.15           | Recorde da temporada |
| 7                 | JPN Yuka Kiyama       | 24.28           | Recorde da temporada |
|                   |                       | Vento: -1.9 m/s |                      |

## T53
| Pos.              | Atleta                   | Tempo           | Notas                |
| ----------------- | ------------------------ | --------------- | -------------------- |
| Medalha de ouro   | CHN Huang Lisha          | 16.42           | Recorde da temporada |
| Medalha de prata  | CHN Zhou Hongzhuan       | 16.90           | Recorde pessoal      |
| Medalha de bronze | AUS Angela Ballard       | 17.14           | Recorde da Oceania   |
| 4                 | USA Jessica Galli        | 17.42           |                      |
| 5                 | AUS Madison de Rozario   | 17.60           |                      |
| 6                 | USA Anjali Forber Pratt  | 17.67           |                      |
| 7                 | GHA Anita Fordjour       | 18.91           |                      |
| 8                 | BER Jessica Cooper Lewis | 19.38           |                      |
|                   |                          | Vento: -0.5 m/s |                      |

## T54

### Eliminatórias

#### Eliminatória 1
| Pos. | Atleta              | Tempo           | Notas                |
| ---- | ------------------- | --------------- | -------------------- |
| 1    | CHN Dong Hongjiao   | 16.21           | Q                    |
| 2    | FIN Amanda Kotaja   | 16.45           | Q                    |
| 3    | SUI Manuela Schaer  | 16.92           | Q                    |
| 4    | USA Hannah McFadden | 18.23           | q                    |
| 5    | USA Amberlynn Weber | 18.48           |                      |
| 6    | GAM Isatou Nyang    | 20.32           | Recorde da temporada |
|      |                     | Vento: -0.1 m/s |                      |

#### Eliminatória 2
| Pos. | Atleta                 | Tempo           | Notas                |
| ---- | ---------------------- | --------------- | -------------------- |
| 1    | CHN Liu Wenjun         | 16.10           | Q                    |
| 2    | USA Tatyana McFadden   | 16.53           | Q                    |
| 3    | CAN Keira-Lyn Frie     | 17.54           | Q                    |
| 4    | MEX Yazmith Bataz      | 18.40           | q                    |
| 5    | SUI Alexandra Helbling | 18.53           | Recorde da temporada |
| 6    | DEN Marianne Maiboll   | 19.07           |                      |
|      |                        | Vento: -0.1 m/s |                      |

### Final
| Pos.              | Atleta               | Tempo           | Notas           |
| ----------------- | -------------------- | --------------- | --------------- |
| Medalha de ouro   | CHN Liu Wenjun       | 15.82           | Recorde mundial |
| Medalha de prata  | CHN Dong Hongjiao    | 15.86           | Recorde pessoal |
| Medalha de bronze | USA Tatyana McFadden | 16.15           |                 |
| 4                 | FIN Amanda Kotaja    | 16.29           | Recorde europeu |
| 5                 | SUI Manuela Schaer   | 16.76           |                 |
| 6                 | CAN Keira-Lyn Frie   | 17.26           |                 |
| 7                 | MEX Yazmith Bataz    | 17.93           |                 |
| 8                 | USA Hannah McFadden  | 18.02           |                 |
|                   |                      | Vento: +0.5 m/s |                 |

Legenda
| Recorde mundial      | Recorde mundial (World record)               |                       | Recorde africano                      | Recorde africano (African) |                                           | Q | Classificado por posição (Qualified) |
| Recorde paralímpico  | Recorde paralímpico (Paralympic record)      | Recorde da América    | Recorde da América (Americas)         | q                          | Classificado por melhor tempo (Qualified) |   |                                      |
| Melhor marca do ano  | Melhor marca do ano (World leading)          | Recorde asiático      | Recorde asiático (Asian)              | DNS                        | Não largou (Did not start)                |   |                                      |
| Recorde nacional     | Recorde nacional (National record)           | Recorde europeu       | Recorde europeu (European)            | DNF                        | Não terminou (Did not finish)             |   |                                      |
| Recorde pessoal      | Recorde pessoal do atleta (Personal best)    | Recorde da Oceania    | Recorde da Oceania (Oceania)          | DSQ / DQ                   | Desclassificado (Disqualified)            |   |                                      |
| Recorde da temporada | Recorde da temporada do atleta (Season best) | Recorde sul-americano | Recorde sul-americano (South America) | NM                         | Sem marca (No mark)                       |   |                                      |